# 兰登·皮格
兰登·皮格（1983年8月6日—），美国歌手、流行歌曲作者，在美國田納西州出生，父親是一位音樂老手，母则親喜歡詩詞。小時候時他們全家搬到芝加哥，青少年時期又般回田納西州。在那段時間，他的父亲讓他接受音樂教育，而且鼓勵他激發他對音樂的好奇心，他之後也成功的展現在音樂方面的天份，而且也開始創作專屬於他的音樂。他在2006年7月25號發行了LP（页面存档备份，存于）專輯。